# Tscheburaschka

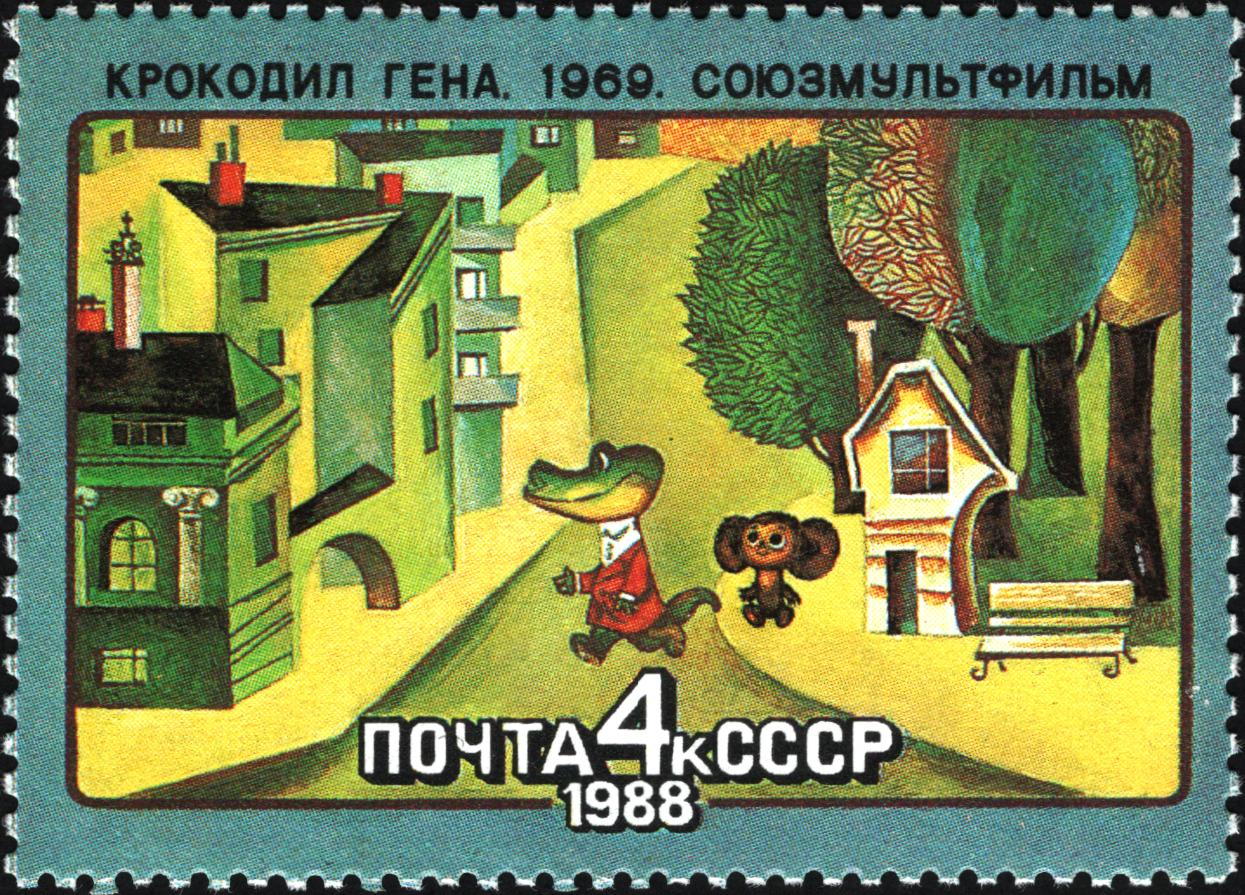
Tscheburaschka und Krokodil Gena auf einer sowjetischen Briefmarke zum Trickfilm

Tscheburaschka (russisch Чебурашка anhörenⓘ) ist eine Film- und Romanfigur, die vom russischen Kinderbuchautor Eduard Uspenski zur Zeit der Sowjetunion erfunden wurde. Uspenski war für seinen humorvollen und politisch unbelasteten Schreibstil bekannt.
Es handelt sich um ein Phantasie-Tier mit übergroßen Ohren, freundlichem Gesicht und zotteligem braunen Fell. Der Name ist dem umgangssprachlichen russischen Verb чебурахнуться (tscheburachnutsja, deutsch hinfallen) entlehnt: Als das Tier das erste Mal entdeckt wird, fällt es immer wieder um, als es hingesetzt wird. Gezeichnet wurde Tscheburaschka von Leonid Schwarzman.
In der deutschen Ausgabe des Kinderbuchs wird Tscheburaschka mit Kullerchen (1974) und Plumps (1988) übersetzt.
Enorm populär waren in der Sowjetunion auch die vier zwischen 1969 und 1983 umgesetzten Animationsfilme des Regisseurs Roman Katschanow.

## Zur Figur
Tscheburaschka wird von einem Obsthändler in einer Orangenkiste gefunden, er stammt vermutlich aus den Tropen. Er ist ein bisher „der Wissenschaft unbekanntes Tier“, vermutlich ist er nach dem Verzehr von Orangen in der Kiste eingeschlafen und wurde so in seine neue Heimat transportiert. Er hat braunes Fell und sehr große Ohren. Der Obsthändler bringt Tscheburaschka zunächst zum Zoo, welcher das Tier jedoch nicht aufnehmen will. Tscheburaschka gerät nun an einen Krämer, für den er im Schaufenster arbeiten soll, und bewohnt eine Telefonzelle. Als das einsame Krokodil Gena Freunde sucht und zu diesem Zweck Zettel in der Stadt aufhängt, lernen sich Tscheburaschka und Gena kennen und leben fortan zusammen.
Zwar kommen im Buch für die Sowjetunion typische Personen und Dinge vor, genau wird aber nicht präzisiert, um welches Land oder welche Stadt dieser Erde es sich handelt. Krokodil Gena wohnte in einer sehr großen Stadt und war als Krokodil im Zoo angestellt. Ein schadenfrohes Großmütterchen namens Chapeau-Claque spielt den beiden immer wieder böse Streiche.
Zu neuer Bekanntheit gelangte Tscheburaschka, als er 2004 zum offiziellen Maskottchen für die russische Olympiamannschaft für die Olympischen Sommerspiele 2004 erklärt wurde. Auch bei den Olympischen Winterspielen in Turin 2006 war er – allerdings mit weißem Fell – das Maskottchen der russischen Teilnehmer. 2008 war er mit rotem Fell das Maskottchen der russischen Nationalmannschaft bei den Olympischen Sommerspielen in Peking 2008 und 2010 mit blauem Fell bei den Olympischen Winterspielen in Vancouver. Bei den Olympischen Winterspielen 2014 im russischen Sotschi gab es Tscheburaschka als Maskottchen in allen drei Nationalfarben.
Tscheburaschka ist auch heute noch als Plüschtier in den Nachfolgestaaten der Sowjetunion zu finden. Seit 2001 gibt es Tscheburaschka auch in Japan.

## Bücher
- Krokodil Gena und seine Freunde (Крокодил Гена и его друзья) (1966) – Buch (E. Uspenski)
- Tscheburaschka und seine Freunde (Чебурашка и его друзья) (1970) – Theaterstück (E. Uspenski und R. Katschanow)
- Krokodil Gena im Urlaub (Отпуск крокодила Гены) (1974) – Theaterstück (E. Uspenski und R. Katschanow)
- Das Business des Krokodils Gena (Бизнес крокодила Гены) (1992) – Buch (E. Uspenski)

### Deutsche Ausgaben
- Tscheburaschka und das Krokodil. Wien: Betz, 1978. ISBN 978-3-7641-0141-1
- Krokodil Gena und seine Freunde. Berlin: Kinderbuchverlag, 1988. ISBN 978-3-358-00496-8. Leipzig: Leiv, 2005. ISBN 978-3-89603-214-0

### Englische Ausgaben
- Topple and the Crocodile. London: Hutchinson, 1980. ISBN 978-0-09-141670-6

## Hörbücher
Die Geschichte um Krokodil Gena und Tscheburaschka wurde auf Schallplatten, Kassetten und CD als Hörbuch oder als Songsammlung derselben veröffentlicht (u. a. bekannte Version von „skaska sa skaskoj“).

## Trickfilme
Trickfilme mit Tscheburaschka sind Puppentrickfilme in klassischer Animationstechnik. Es gibt vier Tscheburaschkafilme:
- 1969: Krokodil Gena (Крокодил Гена)[4]
- 1971: Tscheburaschka (Чебурашка)[5]
- 1974: Tscheburaschka und Chapeau-Claque (Шапокляк)[6]
- 1983: Tscheburaschka geht zur Schule (Чебурашка идёт в школу)[7]

2009 waren die Filme in Deutschland auf DVD erschienen. Russischsprachige Fassungen sind in Deutschland bei einigen russischen Buchversendern erhältlich. Für Oktober 2009 plant TV Tokyo den Start einer Anime-Serie zu Tscheburaschka.
- 2023 wurde ein knapp zwei Stunden langer Spielfilm veröffentlicht. Schon nach zwei Wochen stellte er mit über 4 Mrd. Rubeln einen neuen Einspielrekord für einen russischen Film auf.[9]

## Musik
Der zweite Film von 1971 enthält das Lied des Krokodils Gena, auch Geburtstagslied genannt (Leider ist Geburtstag nur einmal im Jahr), das zu einem der beliebtesten russischen Kinderlieder wurde und heute im russischsprachigen Raum vielerorts zu Geburtstagen gesungen wird. Eine deutsche Interpretation des Liedes wurde von Gerhard Schöne eingespielt. Der dritte Film enthält das ebenfalls sehr bekannte Lied Goluboi Wagon (Blauer Waggon). Diese Lieder wurden von Wladimir Schajinski komponiert. Zwei andere Lieder aus den Filmen, Ja – Chapeau-Claque (Ich bin Chapeau-Claque) und Teper ja Tscheburaschka (Nun bin ich Tscheburaschka), sind weniger bekannt.